# Synoda v Béth Lapatu

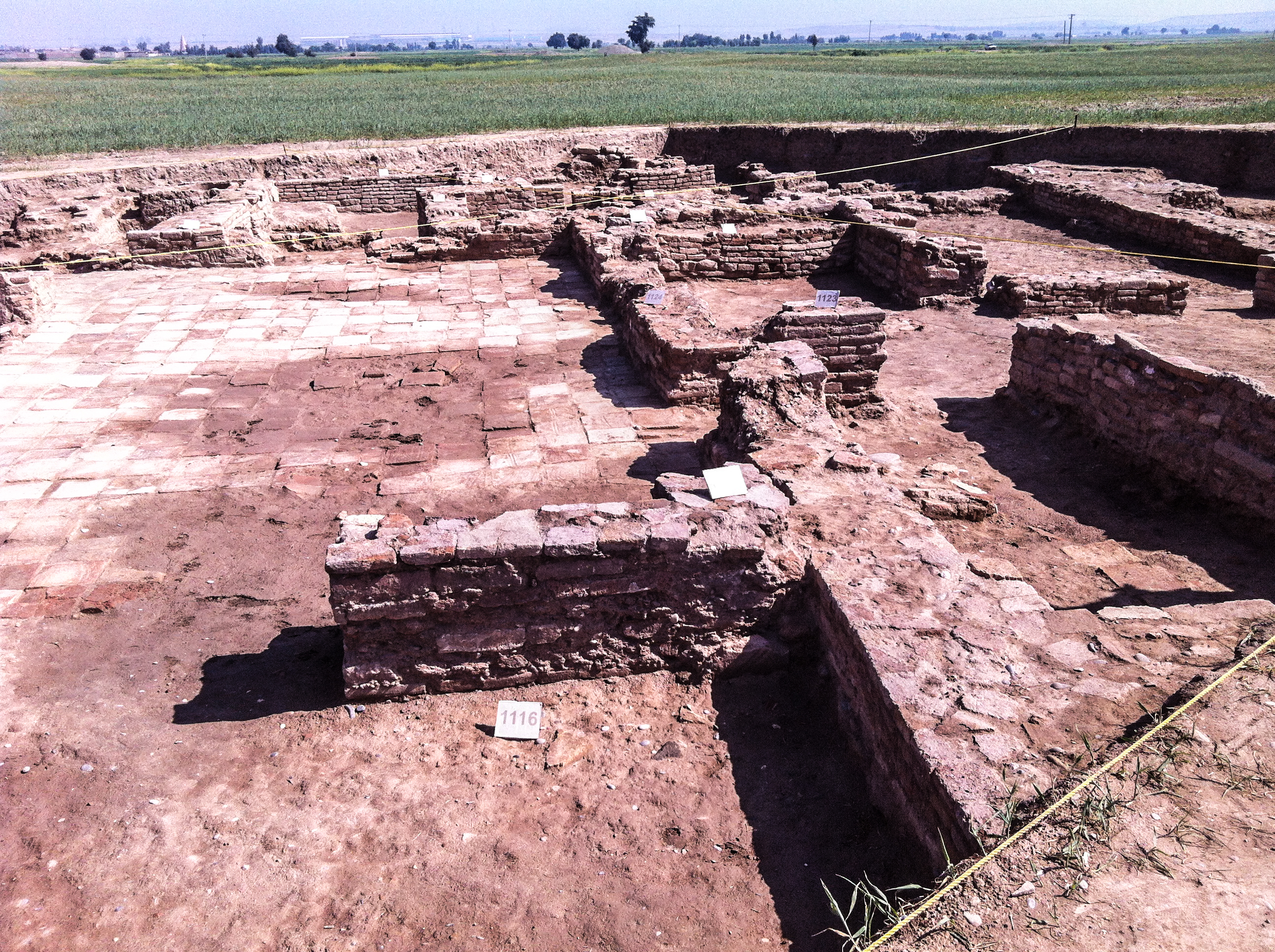
Vykopávky Gundišápúru (Béth Lapat)

Synoda v Béth Lapatu byl místní synod církve Východu, který se konal v roce 484 v perském městě Gundišápúr (syrsky Béth Lapaṭ). Koncilu předsedal metropolita Barsaumá z Nisibisu († 491), který měl dlouhodobý konflikt s patriarchou Babovajem ze Seleukie-Ktésifónu († 484). 

## Obsah jednání
Žádné dokumenty této synody se nedochovaly, ale útržkovité údaje z jiných zdrojů naznačují, že se diskutovalo o různých ekleziologických otázkách a že byly přijaty disciplinární kánony proti simonii. Vzhledem k tomu, že metropolita Barsaumá byl zapojen do christologických sporů, má se za to, že bylo diskutováno také několik doktrinálních otázek a některé pozdější zdroje (dokumenty synody konané v roce 605) naznačují, že synoda z roku 484 přijala rezoluci na podporu teologického učení Theodora z Mopsuestie. († 428). Protože se z tohoto synodu nedochovala žádná vyznání ani teologická rozhodnutí, byl jeho výsledek mezi vědci předmětem různých domněnek a dohadů.
Ve starších odborných pracích byl synod v Béth Lapatu často považován za rozhodující přelom, který znamenal oficiální přijetí nestorianismu církví Východu. Tyto názory byly kritizovány moderními učenci, kteří poukazovali na to, že teologická díla Nestoria († c. 450), který byl odsouzen na koncilu v Efezu v roce 431, nebyla až do 6. století přeložena do syrštiny. Byla tak k dispozici až dlouho po synodu z roku 484, který považoval za zdroj teologické inspirace díla Theodora z Mopsuestie.